# Loudest Common Denominator
 (juin 2016).
Si vous disposez d'ouvrages ou d'articles de référence ou si vous connaissez des sites web de qualité traitant du thème abordé ici, merci de compléter l'article en donnant les références utiles à sa vérifiabilité et en les liant à la section « Notes et références ».
Albums de Drowning Pool
Full Circle
(7 août 2007) Drowning Pool
(27 avril 2010)
Loudest Common Denominator est un album live du groupe Drowning Pool, sorti en mars 2009.

## Liste des titres
| No  | Titre                  | Durée |
| --- | ---------------------- | ----- |
| 1.  | Sinner                 | 2:49  |
| 2.  | Full Circle            | 3:11  |
| 3.  | Enemy                  | 3:34  |
| 4.  | Step Up                | 3:45  |
| 5.  | Shame                  | 3:14  |
| 6.  | Reminded               | 3:41  |
| 7.  | Soldiers               | 5:45  |
| 8.  | Reborn                 | 4:12  |
| 9.  | Pity                   | 3:49  |
| 10. | Bodies                 | 10:02 |
| 11. | Tear Away              | 5:03  |
| 12. | 37 Stitches (Acoustic) | 3:45  |
| 13. | Shame (Acoustic)       | 4:25  |